# Niszczyciele typu Friesland
Niszczyciele typu Friesland (typu 47B) – typ holenderskich niszczycieli o uzbrojeniu artyleryjskim z okresu zimnej wojny, zbudowanych w liczbie ośmiu jednostek w latach 50. XX wieku. Służyły w marynarce holenderskiej (Koninklijke Marine) w latach 1956–1982, po czym siedem z nich służyło dalej do 1991 roku w marynarce Peru.
Wyporność pełna okrętów wynosiła 3150 ton, a długość 116 metrów. Napędzały je turbiny parowe, pozwalające na osiąganie prędkości ponad 36 węzłów. Główne uzbrojenie stanowiły cztery kierowane radarem automatyczne działa uniwersalne kalibru 120 mm w dwóch wieżach, a do zwalczania okrętów podwodnych służyły wyrzutnie rakietowych bomb głębinowych kalibru 375 mm.

## Projekt
Mimo zniszczeń wojennych Holandii po II wojnie światowej, jej przemysł stoczniowy nie był istotnie naruszony i już w 1945 roku admiralicja holenderska opracowała pierwszy plan rozwoju marynarki wojennej Koninklijke Marine, która straciła podczas wojny większość okrętów bojowych. W marcu 1946 roku powstało Biuro Projektowe Marynarki Wojennej, które zaproponowało budowę 12 nowoczesnych niszczycieli zaprojektowanych w Holandii, z czego pierwszych sześć miało być zamówionych w 1948 roku, a pozostałe w 1950 roku. Pierwsze prace projektowe nad nimi rozpoczęły się w 1947 roku. Zgodnie z planem budowa sześciu jednostek została zaaprobowana przez rząd 27 grudnia 1948 roku. Oficjalną nazwą ich klasy w Holandii była: onderzeebootjager (dosłownie: niszczyciel okrętów podwodnych).
Prace projektowe, za które odpowiedzialny był główny konstruktor marynarki holenderskiej K. de Munter, doprowadziły do powstania okrętów typu Holland (typu 47A). Z powodu jednak zamiany w projekcie pierwotnie przewidywanych jako uzbrojenie brytyjskich dział 4,5-calowych (114 mm) na szwedzkie działa kalibru 120 mm Boforsa, nastąpiło zwiększenie wysoko położonych mas, co doprowadziło do konieczności redukcji lekkiego uzbrojenia przeciwlotniczego z pięciu dział kalibru 40 mm Boforsa do jednego, w obawie o stateczność. Doświadczenia II wojny światowej tymczasem wskazywały na istotną rolę lekkich automatycznych dział przeciwlotniczych, zwłaszcza tego kalibru. Dlatego ostatecznie zamówiono tylko cztery jednostki typu 47A, a równolegle pod koniec 1949 roku zlecono zaprojektowanie stanowiących ich ulepszenie nieco powiększonych niszczycieli typu 47B, nazwanych od pierwszego okrętu typem Friesland.

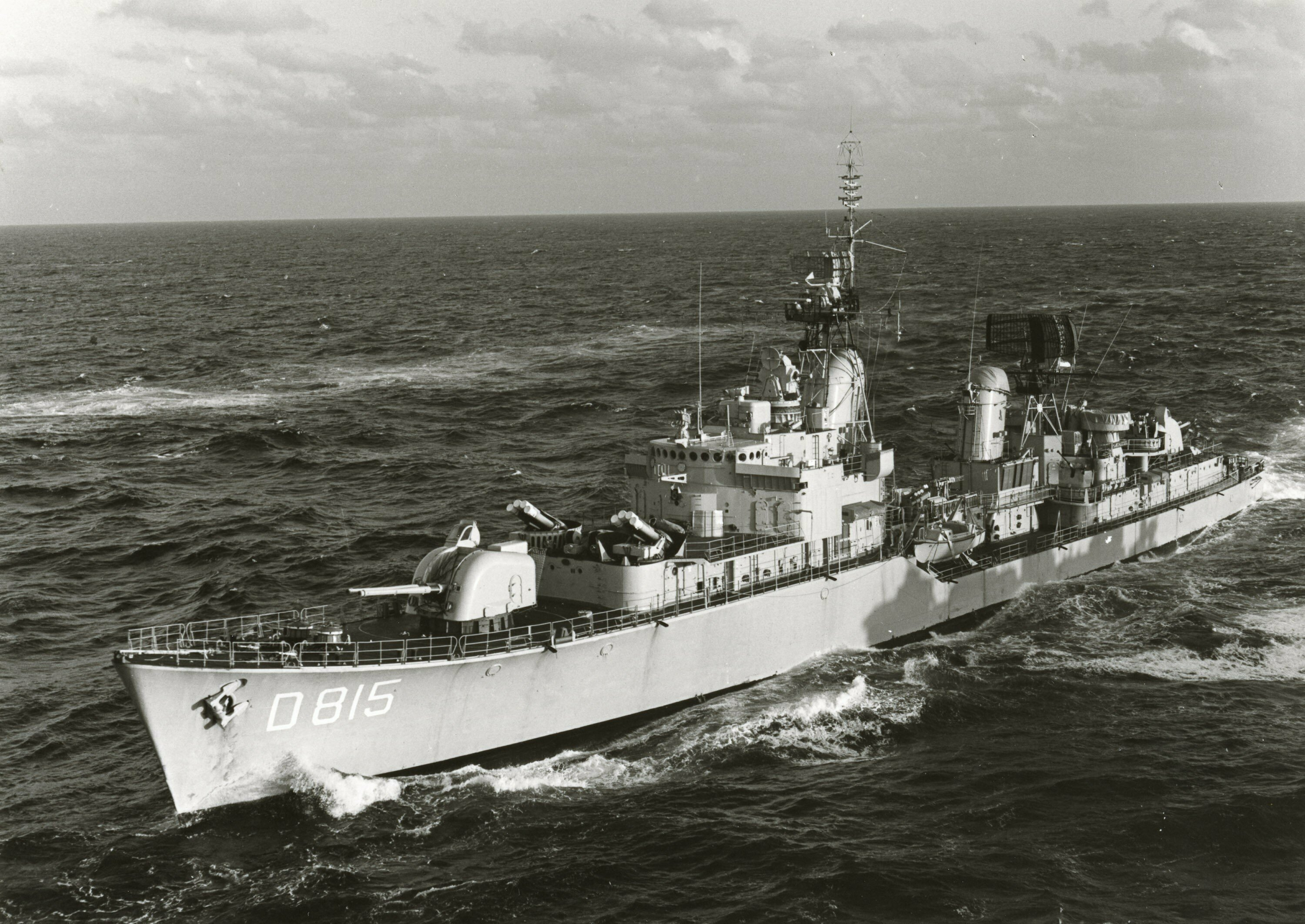
„Overijssel” od połowy lat 60.

Podobnie jak typ Holland, nowe okręty były przede wszystkim przeznaczone do osłony grup okrętów i konwojów przed atakami okrętów podwodnych oraz wspomagania ich obrony przeciwlotniczej, dlatego główne uzbrojenie stanowiły cztery automatyczne armaty uniwersalne 120 mm w dwudziałowych wieżach oraz miotacze rakietowych bomb głębinowych, oba systemy uzbrojenia konstrukcji szwedzkiego Boforsa. Zwiększone wymiary pozwoliły na zastosowanie aż sześciu armat kalibru 40 mm. Ponadto zastosowano mocniejszą siłownię, analogiczną jak dla amerykańskich niszczycieli typu Gearing, dzięki czemu wzrosła też prędkość. Niszczyciele typu Friesland stały się przez to najszybszymi dużymi okrętami w historii holenderskiej marynarki. Takie samo było wyposażenie elektroniczne holenderskiej produkcji. Okręty obu typów natomiast nie otrzymały w ogóle wyrzutni torped, jako pierwsze niszczyciele we flotach państw europejskich. Wynikało to z tego, że marynarka uznała taktykę ataków torpedowych w wykonaniu dużych okrętów za przeżytek na współczesnym polu walki, a torpedy przeciw okrętom podwodnym jeszcze nie zyskały rozpowszechnienia. Nowe okręty zaprojektowano wzorując się częściowo na kadłubach niszczycieli brytyjskich, dużą wagę przywiązano do odporności kadłuba i zwiększenia niezatapialności.

## Budowa

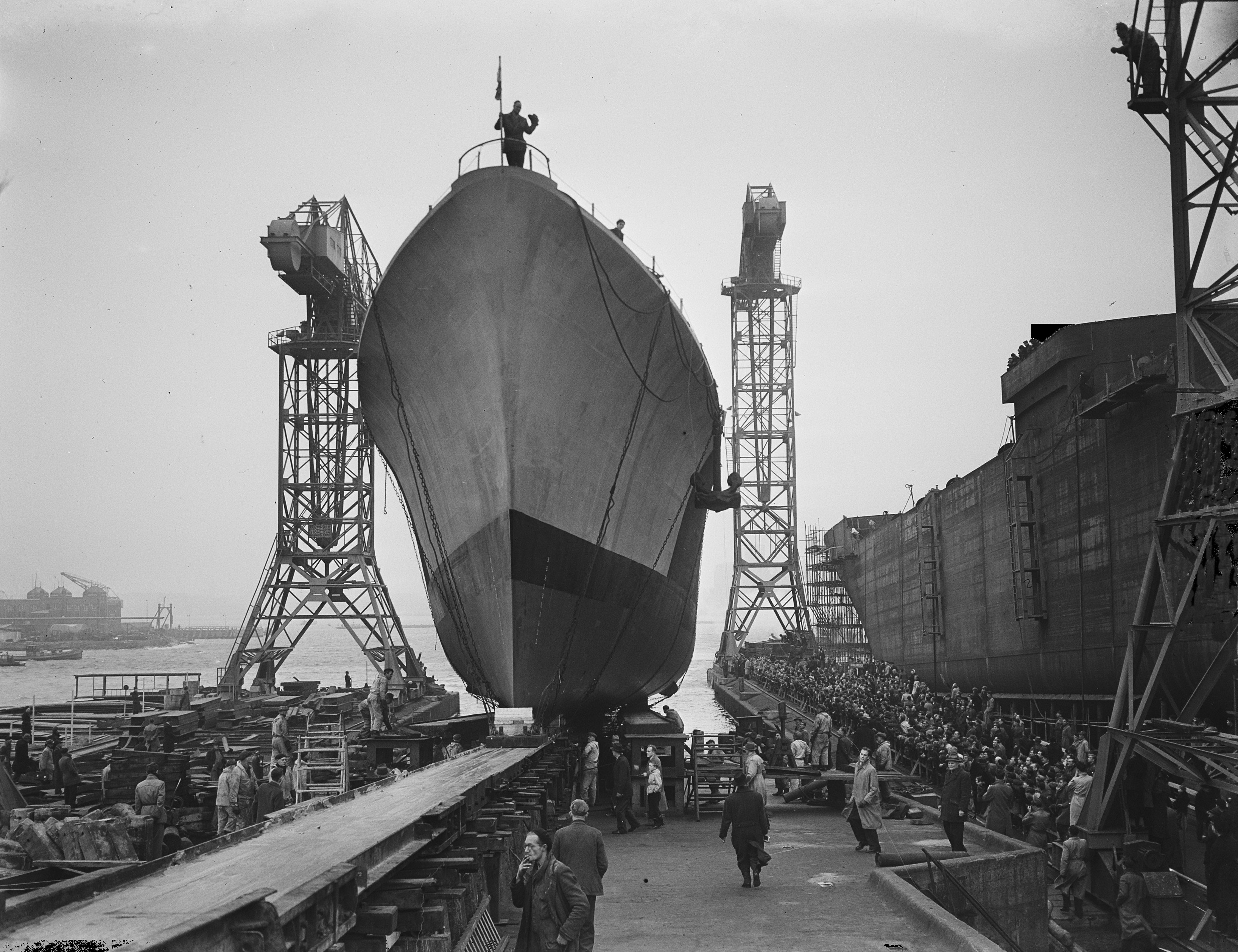
Wodowanie niszczyciela „Friesland” w stoczni NDSM w Amsterdamie 21 lutego 1953

Głównym budowniczym niszczycieli była stocznia Nederlandsche Dok en Scheepsbouw Maatschappij (NDSM) w Amsterdamie (niebiorąca udziału w budowie typu 47A), gdzie powstały cztery okręty typu 47B, w tym pierwszy. Dwa budowane były przez stocznię Koninklijke Maatschappij De Schelde we Vlissingen (KMS), a po jednym przez Wilton-Fijenoord w Schiedam (WF) i Rotterdamsche Droogdok Maatschappij w Rotterdamie (RDM).
Budowę głównego okrętu „Friesland” rozpoczęto 17 grudnia 1951 roku, po rozpoczęciu budowy serii okrętów typu Holland, mimo to wodowano go 21 lutego 1953 roku, jeszcze przed pierwszymi niszczycielami poprzedzającego typu. Dalsze siedem jednostek rozpoczęto po przerwie, w latach 1953–1955, i wodowano w latach 1954–1957. Wyposażanie i próby „Frieslanda” trwały jednak dłużej i wcielono go do służby po okrętach typu Holland – 22 marca 1956 roku, po czym dalsze siedem jednostek wcielono do 1958 roku. Kontynuując nazewnictwo typu 47A, okręty otrzymały nazwy od prowincji Niderlandów, a dwa ostatnie od dwóch głównych miast (Fryzja, Groningen, Limburgia, Overijssel, Drenthe, Utrecht, Rotterdam, Amsterdam).
| Nazwa i numer burtowy | Nazwa i numer burtowy | Położenie stępki, stocznia    | Wodowanie    | Wejście do służby | Wycofanie ze służby holenderskiej |
| --------------------- | --------------------- | ----------------------------- | ------------ | ----------------- | --------------------------------- |
| Friesland             | D812                  | 17. 12. 1951, NDSM, Amsterdam | 21. 02. 1953 | 22. 03. 1956      | 29. 06. 1979                      |
| Groningen             | D813                  | 21. 02. 1953, NDSM, Amsterdam | 9. 01. 1954  | 12. 09. 1956      | 20. 01. 1981                      |
| Limburg               | D814                  | 28. 11. 1953, KMS, Vlissingen | 5. 09. 1955  | 31. 10. 1956      | 1. 02. 1980                       |
| Overijssel            | D815                  | 15. 10. 1953, WF, Schiedam    | 07. 07. 1955 | 04. 10. 1957      | 11. 06. 1982                      |
| Drenthe               | D816                  | 9. 01. 1954, NDSM, Amsterdam  | 26. 03. 1956 | 1. 08. 1957       | 24. 11. 1980                      |
| Utrecht               | D817                  | 15. 02. 1954, KMS, Vlissingen | 2. 06. 1956  | 1. 10. 1957       | 1. 08. 1980                       |
| Rotterdam             | D818                  | 7. 04. 1954, RDM, Rotterdam   | 26. 01. 1957 | 28. 02. 1958      | 15. 08. 1981                      |
| Amsterdam             | D819                  | 26. 03. 1955, NDSM, Amsterdam | 25. 08. 1956 | 10. 04. 1958      | 12. 05. 1980                      |

## Opis techniczny

### Architektura i kadłub

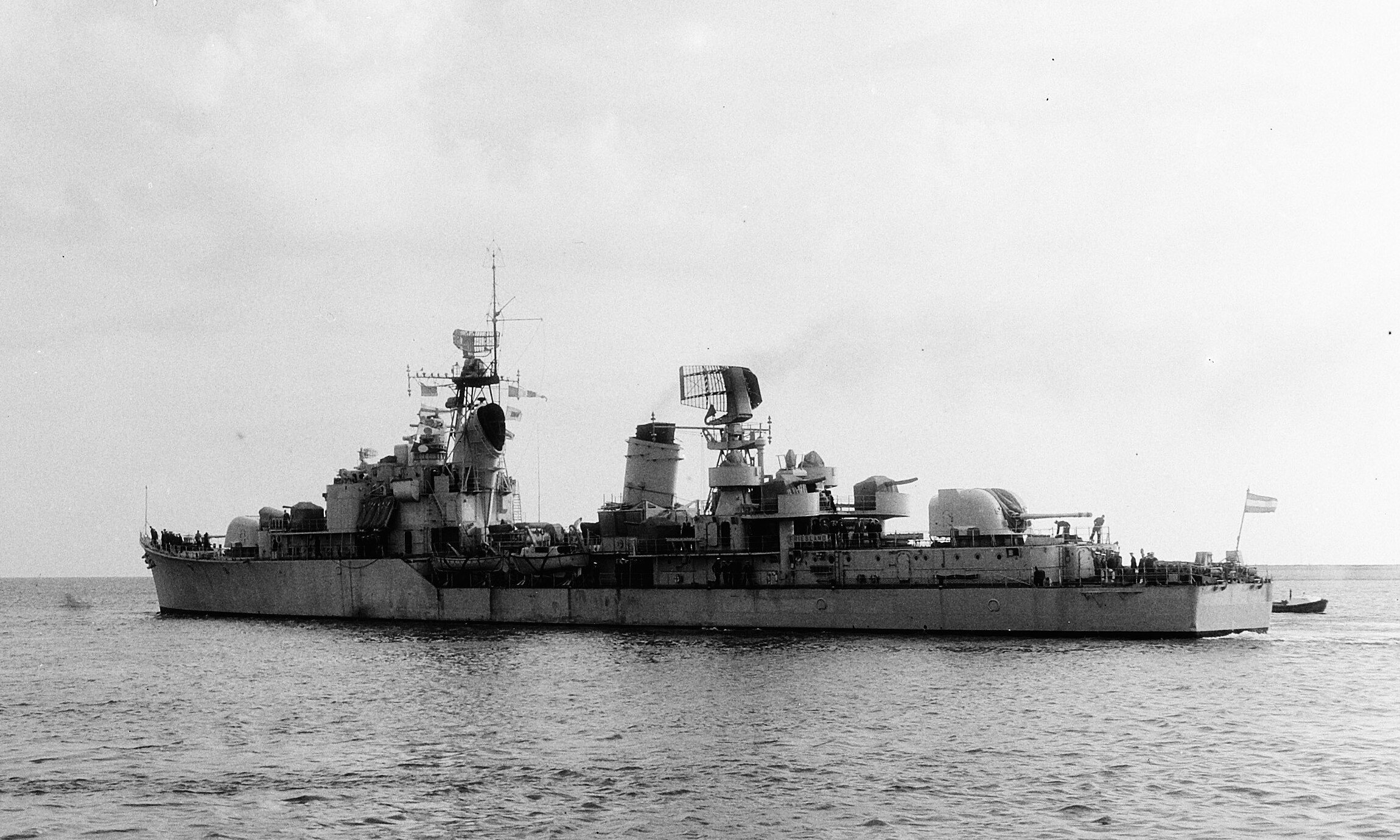
„Friesland” wychodzi na próby morskie 16 września 1955

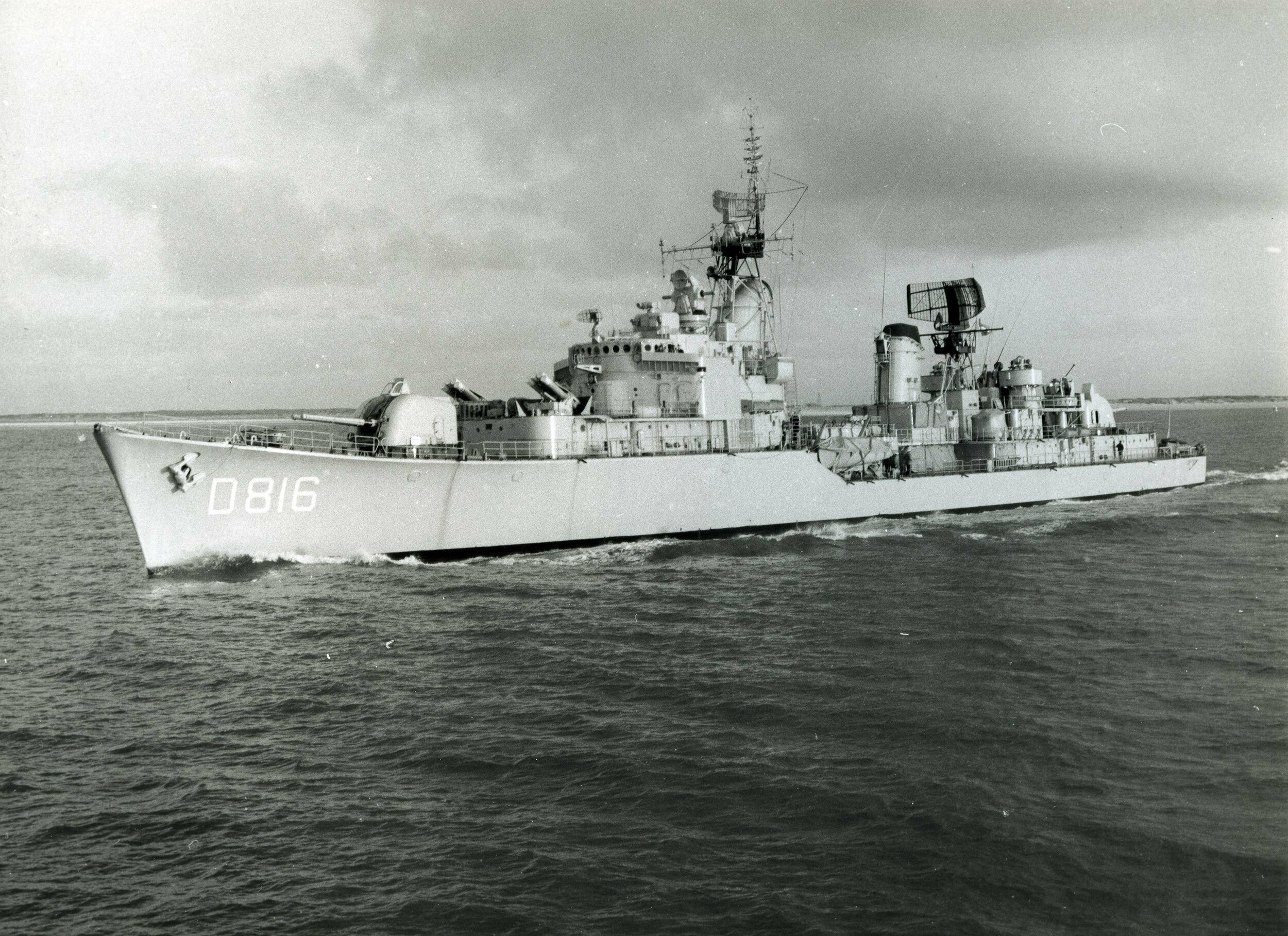
„Drenthe” od połowy lat 60. (bez dziobowych armat 40 mm)

Konstrukcja i architektura niszczycieli typu 47B (Friesland) była podobna do poprzedniego typu 47A (Holland). Okręty miały kadłub wzorowany na niszczycielach brytyjskich z okresu II wojny światowej. Na ponad 40% długości rozciągał się podwyższony pokład dziobowy, ze sporym wzniosem. Na pokładzie dziobowym znajdowała się dwulufowa wieża artylerii głównej, a druga była umieszczona na pokładzie nadbudówki rufowej, na tej samej wysokości. Na dolnej kondygnacji nadbudówki dziobowej umieszczone były wyrzutnie rakietowych bomb głębinowych, a za nimi pierwotnie dwie armaty przeciwlotnicze, odróżniające typ 47B od poprzednika. Pomost bojowy był zakryty, dla ochrony przed bronią masowego rażenia, z charakterystyczną lekko zaokrągloną przednią ścianą z okrągłymi oknami. Różnił się on jednak nieco od pomostu typu 47A, od którego był węższy i mniej przestronny, posiadając za to większe odkryte skrzydła. W tylną część nadbudówki dziobowej wkomponowany był wygięty do tyłu przedni komin, z czworonożnym masztem kratownicowym nad nim (forma nadbudówki była badana pod kątem  oporu w tunelu aerodynamicznym). Aż do pokładu rufowego rozciągała się dalej niska nadbudówka rufowa (pokładówka), na której na śródokręciu umieszczony był drugi pochyły komin i za nim kratownicowa podstawa dużej anteny radaru dozoru powietrznego. Rufa była pawężowa, z krótkim pokładem rufowym, na którym znajdowały się zrzutnie bomb głębinowych. Tak jak w typie 47A, kadłub miał lekkie opancerzenie burt i pokładu w celu ochrony przed odłamkami bomb, lecz publikacje nie podają szczegółów. Kadłub wykonany był z wysokorozciągliwej stali A52, natomiast nadbudówki w znacznej części ze stopów aluminium dla zmniejszenia masy, w tym cała nadbudówka rufowa. Kadłub był w obu typach spawany elektrycznie, po raz pierwszy w takim zakresie w holenderskim budownictwie okrętowym.
Wyporność standardowa okrętów wynosiła 2497 ts, a pełna 3070 ts. Długość całkowita wynosiła 116 m, a między pionami 112,8 m. Szerokość wynosiła 11,7 m (lub 11,78 m), a zanurzenie maksymalne 5,2 m. Załoga liczyła 283 lub 284 osoby.

### Uzbrojenie

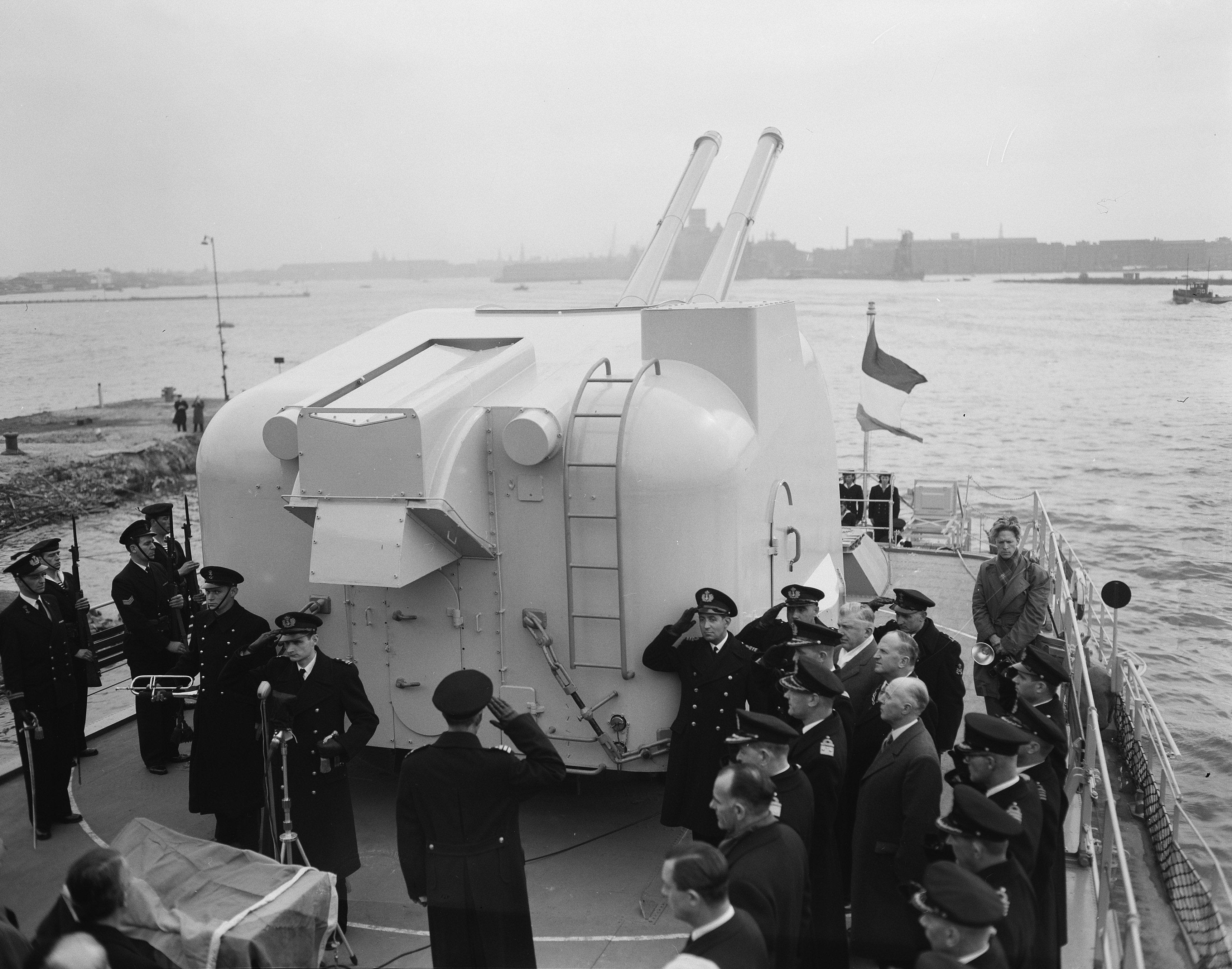
Wieża rufowa „Friesland”

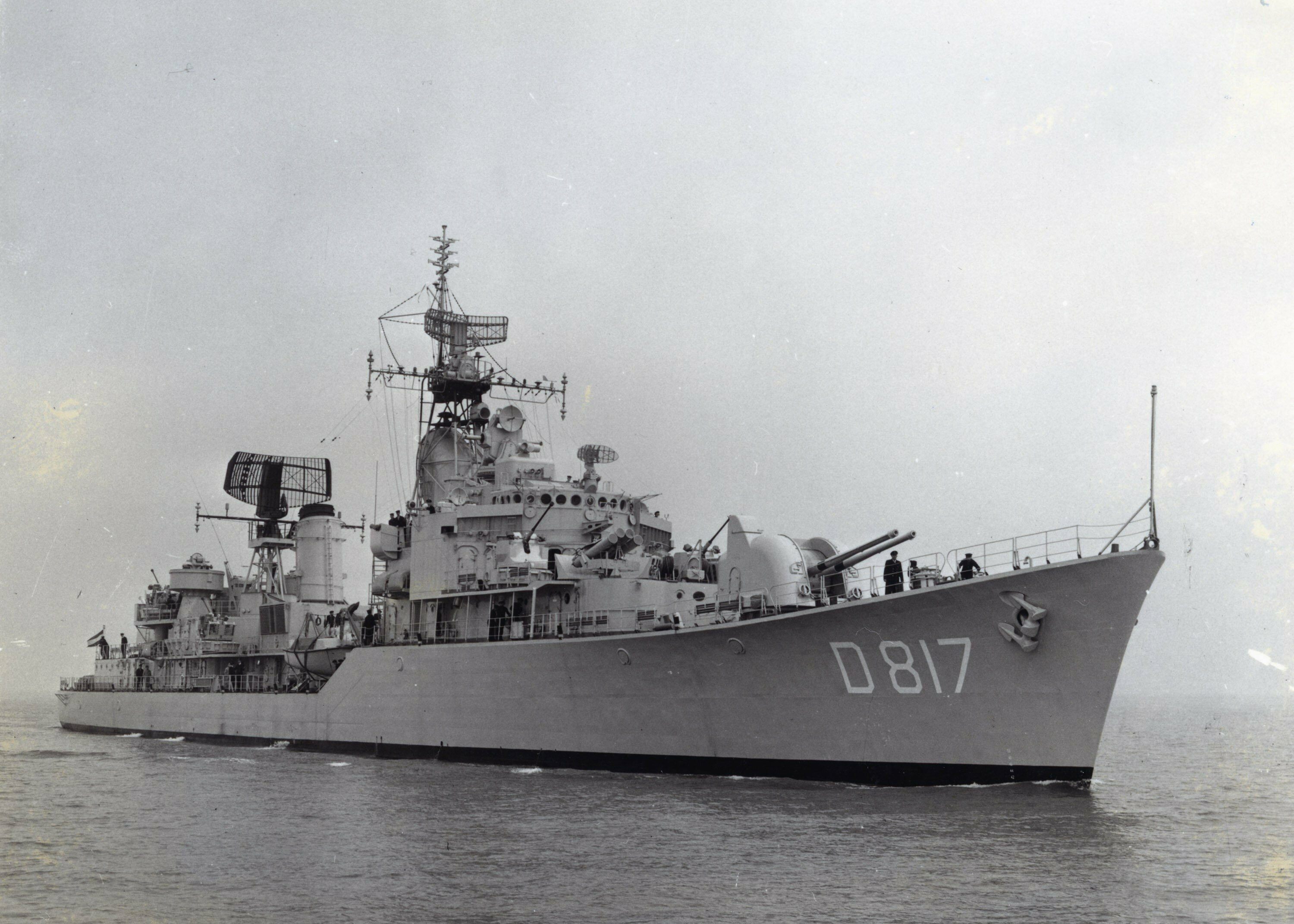
„Utrecht” w pierwotnej postaci, z dziobowymi działkami 40 mm

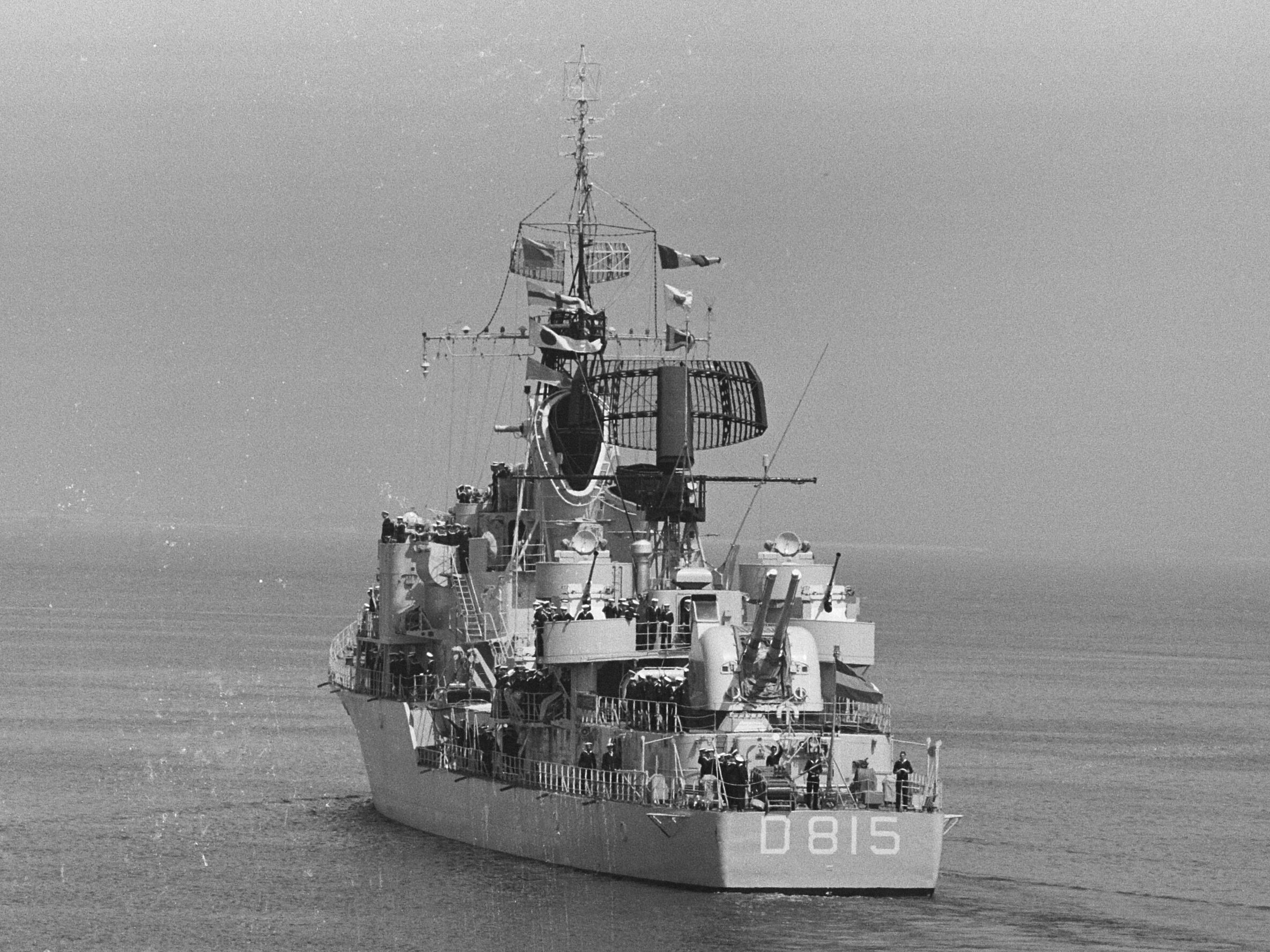
„Overijssel” od rufy, wychodzący w rejs do Nowej Gwinei, 15 czerwca 1962. Widoczna pojedyncza zrzutnia bomb głębinowych

Uzbrojenie główne stanowiły cztery armaty uniwersalne Bofors Mk 10 kalibru 120 mm, w dwóch dwudziałowych wieżach na pokładzie dziobowym i pokładzie nadbudówki rufowej. Armaty były automatyczne, a ich ogień kierowany był radarem. Kąt podniesienia luf sięgał od -10° do +85°. Szybkostrzelność wynosiła od 12 do maksymalnie 42 strzałów/min na lufę. Strzelały pociskami o masie 23 kg, masa naboju scalonego wynosiła 42 kg. Maksymalny zasięg teoretyczny wynosił 21 500 m, a pułap 12 500 m. Zapas amunicji wynosił (dla typu 47A) po 720 nabojów na magazyn.
Uzbrojenie przeciwlotnicze bliskiego zasięgu stanowiło sześć pojedynczych automatycznych dział przeciwlotniczych Bofors kalibru 40 mm L/70: dwa na dolnym piętrze nadbudówki dziobowej i cztery wokół nadbudówki rufowej. Na okrętach zastosowano armaty Bofors Mk 6 o długości lufy 70 kalibrów. Według niektórych źródeł, stanowisko armaty nosiło oznaczenie M 48. W połowie lat 60. demontowano z okrętów dwie dziobowe armaty 40 mm.
Główną broń przeciw okrętom podwodnym stanowiły dwie czterolufowe wyrzutnie rakietowych bomb głębinowych Bofors Mk 1 kalibru 375 mm na pokładzie nadbudówki dziobowej, o zasięgu od 520 do 820 m, produkowane na licencji w Holandii przez Wilton-Fijenoord. Według innych źródeł, można było używać także pocisków o zasięgu od 1400 do 2230 m. Masa pocisków wynosiła 230 kg, w tym ok. 100 kg materiału wybuchowego. Pociski odpalane były co sekundę. Wyrzutnie przeładowywane były półautomatycznie w czasie trzech sekund, a na podajniku poniżej znajdowało się kolejnych osiem bomb. Uzupełniały je dwie zrzutnie bomb głębinowych na rufie. W toku służby okrętów typu 47A demontowano jedną zrzutnię bomb głębinowych (brak jest w publikacjach informacji w tym zakresie dla okrętów typu 47B).
„Utrecht” został w 1960 roku, a „Overijssel” w 1961 roku dozbrojony w osiem pojedynczych wyrzutni torped przeciw okrętom podwodnym kalibru 533 mm – po cztery na burtę, lecz plan uzbrojenia w nie pozostałych niszczycieli został zarzucony i wyrzutnie te następnie zdemontowano. Planowano następnie zamontować wyrzutnie lekkich torped przeciwpodwodnych na miejscu zdemontowanych dziobowych armat przeciwlotniczych, do czego jednak nie doszło.

### Wyposażenie
Okręty otrzymały bogaty zestaw stacji radiolokacyjnych holenderskiej konstrukcji Hollandse Signaal Apparaten. Przy tym nie wszystkie niszczyciele otrzymały w chwili wejścia do służby komplet radarów, które były uzupełniane do 1958 roku. Środki obserwacji technicznej i kierowania ogniem stanowiły:
- radar LW-02 dozoru powietrznego – za drugim kominem (rozmiary anteny 7,8 × 4,24 m i masa 4,7 t, zasięg 100 Mm)[g]
- radar DA-01 śledzenia celów powietrznych – na maszcie dziobowym (zasięg 50 Mm wobec samolotów wielkości myśliwca o SPO 2 m²)[h]
- radar ZW-01 dozoru nawodnego i wykrywania celów niskolecących – na dachu pomostu bojowego (zasięg 30 Mm)[i]
- radar M45 kierowania ogniem artylerii  – na dachu nadbudówki dziobowej przed masztem, z anteną miskową[j]
- sonar Type 162 do wykrywania celów (według innych źródeł, CWE-10)[k]
- sonar Type 170B do wypracowywania danych do ataku (według innych źródeł, PAE-1N)[k]
- dalocelownik z dalmierzem optycznym na dachu pomostu bojowego[20]

W latach 70. w ramach modernizacji na okrętach zastosowano nowsze typy radarów: LW-03, DA-05, ZW-06 i nawigacyjne Decca TM1229; zmodernizowano również sonary do wersji CWE-10N i PAE-1N. Według innych publikacji brytyjskie sonary zostały wówczas wymienione na holenderskie CWE-610. W latach 1977–78 zdemontowano też przestarzałe radary kierowania ogniem przeciwlotniczym M45.
Brak jest w publikacjach informacji dla okrętów typu 47B, lecz w toku służby okrętów typu 47A zamiast jednej zrzutni bomb głębinowych na rufie montowano holowany wabik przeciw torpedom akustycznym.

### Napęd
Napęd okrętów stanowiły dwie turbiny parowe Werkspoor z przekładniami, o mocy łącznej 60 000 shp, napędzające dwie śruby o stałym skoku. Parę dostarczały cztery kotły parowe Babcock. W stosunku do typu Holland zwiększono moc siłowni i wydajność kotłów. Siłownia zajmowała pięć przedziałów rozmieszczonych naprzemiennie, a dziobowe i rufowe grupy kotłowni i przedziałów turbin były rozdzielone dodatkowo przedziałem mechanizmów pomocniczych, co korzystnie wpłynęło na odporność jednostek. Okręty miały dwa stery płetwowe za śrubami. Projektowa prędkość maksymalna wynosiła 36 węzły, przy tym na próbach okrętów osiągnięto prędkość aż 42,8 węzła. Zasięg wynosił 4000 mil morskich przy prędkości 18 węzłów.

## Służba

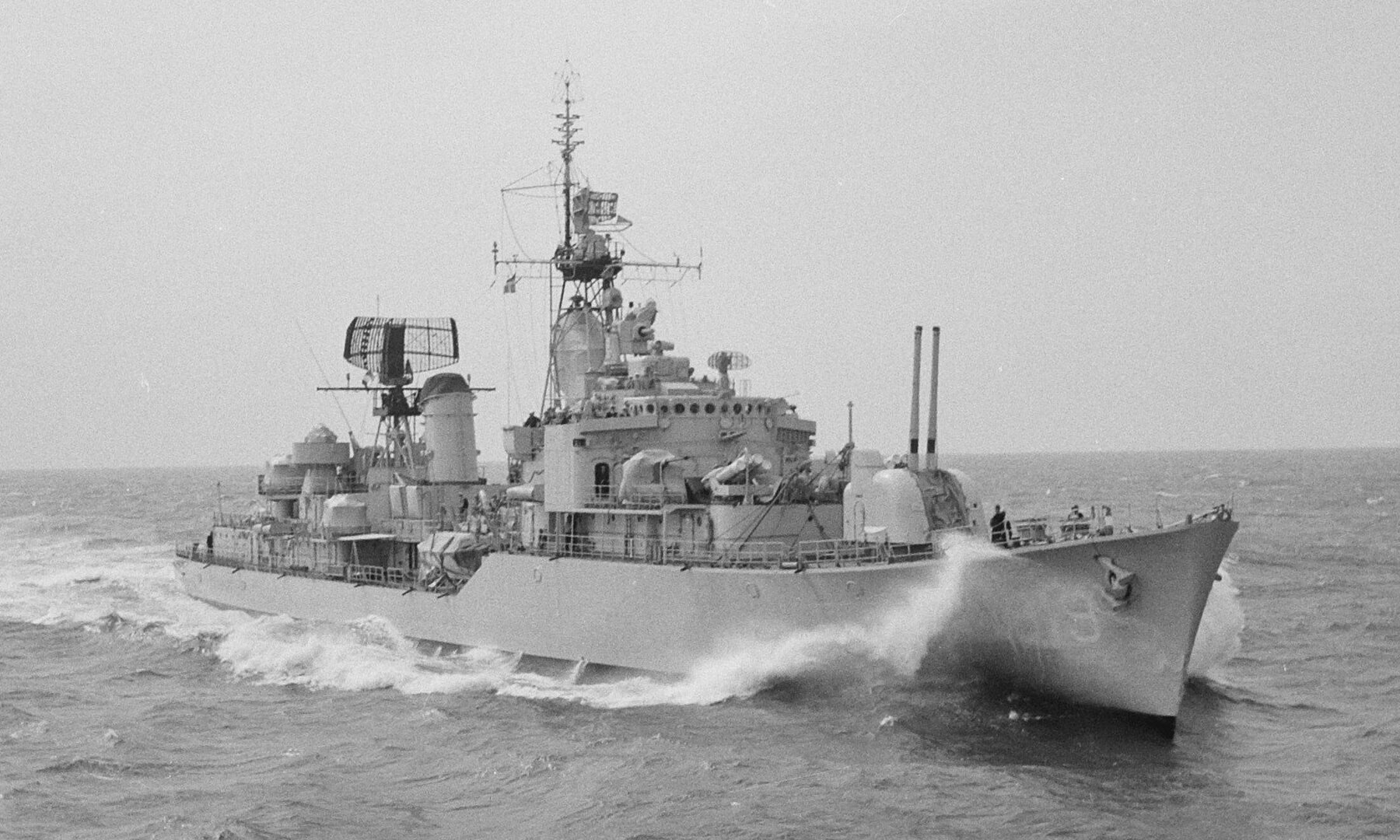
Hr.Ms. „Amsterdam” w 1965. Widoczny kąt podniesienia dział uniwersalnych oraz działka przeciwlotnicze w pokrowcach

W przeciwieństwie do niszczycieli typu 47A, które większość służby spędziły na wodach europejskich lub w rezerwie, jednostki typu 47B nie były odstawiane na długo do rezerwy oraz około trzydzieści razy pływały w rejon holenderskich posiadłości na Karaibach (Antyle Holenderskie) i dziewięć razy w rejon Holenderskiej Nowej Gwinei, w tym w eskorcie lotniskowca „Karel Doorman” lub krążowników. Określane były jako „konie robocze” holenderskiej floty. Niszczyciele typu Friesland nie uczestniczyły bezpośrednio w walkach podczas służby, jednakże „Friesland”, „Groningen”, „Limburg”, „Overijssel” i „Utrecht” w latach 1961-1962 patrolowały wody w rejonie Nowej Gwinei podczas konfliktu holendersko-indonezyjskiego o tę posiadłość (ostatecznie zaanektowaną jako Irian Zachodni). W 1962 roku „Friesland”, „Limburg” i „Utrecht” brały udział w działaniach udaremniających lądowanie sił indonezyjskich na wyspie Misool. „Utrecht” przy tym 14 maja zniszczył łódź z 20 żołnierzami podczas próby infiltracji.
Z innych wydarzeń, niszczyciele „Groningen”  i „Overijssel”  odwiedziły w 1977 roku Leningrad. 12 listopada 1980 roku doszło do pożaru przedniej kotłowni na niszczycielu „Drenthe”, w którym zginęło dwóch członków załogi.

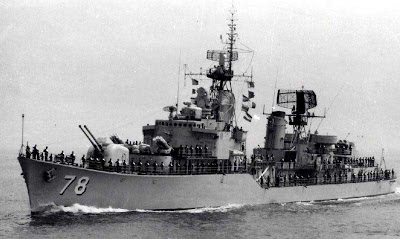
BAP „Galvez”, ex „Groningen” w służbie Peru

Pod koniec lat 50. rozważano przebudowę okrętów na niszczyciele rakietowe, z wyrzutnią amerykańskich pocisków przeciwlotniczych zamiast wieży rufowej, lecz zrezygnowano z tego. Przejściowo „Utrecht” i „Overijssel” w latach 1960-61 dozbrojono w osiem wyrzutni torped przeciw okrętom podwodnym kalibru 533 mm, lecz plan uzbrojenia w nie pozostałych niszczycieli został zarzucony i wyrzutnie te następnie zdemontowano. W latach 70. unowocześniono radary i sonary okrętów.
Najwcześniej wycofano ze służby holenderskiej główny okręt „Friesland” w 1979 roku, a pozostałe w latach 1980-1981, ostatni „Overijssel” w 1982 roku. Wszystkie oprócz „Friesland” zostały następnie w latach 1980-1982 sprzedane do Peru, gdzie dalej pełniły służbę do lat 1990-1991, z wyjątkiem „Guise” (ex „Drenthe”), wycofanego już w 1985 roku. Ceny sprzedaży wynosiły od 7 milionów guldenów za uszkodzony „Drenthe” do 13,7 miliona za „Rotterdam”. Otrzymały one w Peru numery burtowe z zakresu DD 70 do 79, przy czym malowano na burcie same cyfry (według innych publikacji, nosiły numery DM 70 do 79).
| Nazwa (dawna nazwa holenderska)   | Nr burtowy DD | Data sprzedaży / wcielenia | Wycofanie ze służby |
| --------------------------------- | ------------- | -------------------------- | ------------------- |
| Galvez (ex Groningen)             | 78            | 02. 02. 1981               | 1991                |
| Capitán Quiñones (ex Limburg)     | 76            | 27. 06. 1980               | 1991                |
| Colonel Bolognesi (ex Overijssel) | 70            | 14. 06. 1982               | 1990                |
| Guise (ex Drenthe)                | 72            | 11. 07. 1981               | sierpień 1985       |
| Castilla (ex Utrecht)             | 71            | 06. 10.1980                | 1990                |
| Diez Canseco (ex Rotterdam)       | 79            | 11. 07. 1981               | 1991                |
| Villar (ex Amsterdam)             | 77            | 19. 05. 1980               | 1991                |